# Liste des conseillers généraux de la Somme de 1998 à 2001

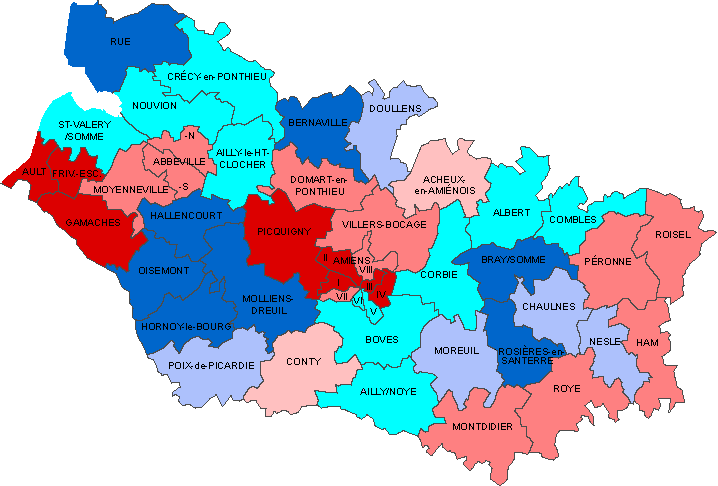
Cantons de la Somme après les élections de 1998

Cet article dresse la liste des 46 membres du Conseil général de la Somme élus lors de l'élection cantonale de 1998, ainsi que les changements intervenus en cours de mandature.

## Composition du conseil général de laSomme(46 sièges)

### Assemblée départementale en début de mandature
| Parti                              | Parti                                    | Sigle | Sigle    | Élus | Élus | Groupe                  |
| ---------------------------------- | ---------------------------------------- | ----- | -------- | ---- | ---- | ----------------------- |
| Majorité (25 sièges)               |                                          |       |          |      |      |                         |
| Union pour la démocratie française | Force démocrate                          |       | UDF-FD   | 9    | 11   | Majorité départementale |
| Union pour la démocratie française | Pôle républicain, indépendant et libéral |       | UDF-PRIL | 2    | 11   | Majorité départementale |
| Rassemblement pour la République   | Rassemblement pour la République         |       | RPR      | 8    | 8    | Majorité départementale |
| Divers droite                      | Divers droite                            |       | DVD      | 5    | 5    | Majorité départementale |
| Divers gauche                      | Divers gauche                            |       | DVG      | 1    | 1    | Majorité départementale |
| Opposition (21 sièges)             |                                          |       |          |      |      |                         |
| Parti socialiste                   | Parti socialiste                         |       | PS       | 12   | 12   | Socialiste et apparenté |
| Divers gauche                      | Divers gauche                            |       | DVG      | 1    | 1    | Socialiste et apparenté |
| Parti communiste français          | Parti communiste français                |       | PCF      | 8    | 8    | Communiste              |
| Président du Conseil Général       |                                          |       |          |      |      |                         |
| Fernand Demilly (UDF-FD)           |                                          |       |          |      |      |                         |

### Assemblée départementale en fin de mandature
| Parti                              | Sigle | Sigle    | Élus | Groupe                  |
| ---------------------------------- | ----- | -------- | ---- | ----------------------- |
| Majorité (25 sièges)               |       |          |      |                         |
| Union pour la démocratie française |       | UDF      | 11   | Majorité départementale |
| Rassemblement pour la République   |       | RPR      | 8    | Majorité départementale |
| Divers droite                      |       | DVD      | 5    | Majorité départementale |
| Droite libérale-chrétienne         |       | DLC      | 1    | Majorité départementale |
| Opposition (21 sièges)             |       |          |      |                         |
| Parti socialiste                   |       | PS       | 11   | Socialiste et apparenté |
| Divers gauche                      |       | DVG      | 1    | Socialiste et apparenté |
| Parti communiste français          |       | PCF      | 8    | Communiste et apparenté |
| Divers gauche                      |       | App. PCF | 1    | Communiste et apparenté |
| Président du Conseil Général       |       |          |      |                         |
| Fernand Demilly (UDF)              |       |          |      |                         |

## Liste des conseillers généraux de la Somme
| Canton                 | Conseillers           | Partis | Partis                         | Groupes                 |
| ---------------------- | --------------------- | ------ | ------------------------------ | ----------------------- |
| Abbeville-Nord         | Gilbert Mathon        |        | PS                             | Socialiste et apparenté |
| Abbeville-Sud          | Guy Dovergne          |        | PS                             | Socialiste et apparenté |
| Acheux-en-Amiénois     | Jean-Paul Nigaut      |        | DVG                            | Socialiste et apparenté |
| Ailly-le-Haut-Clocher  | Daniel Dubois         |        | UDF (UDF-FD jusqu'en 1998)     | Majorité départementale |
| Ailly-sur-Noye         | Olivier Classen       |        | UDF (UDF-FD jusqu'en 1998)     | Majorité départementale |
| Albert                 | Fernand Demilly       |        | UDF (UDF-FD jusqu'en 1998)     | Majorité départementale |
| Amiens-Ouest           | Claude Chaidron       |        | PCF                            | Communiste et apparenté |
| Amiens-Nord-Ouest      | Gérald Maisse         |        | PCF                            | Communiste et apparenté |
| Amiens-Nord-Est        | René Carouge          |        | PCF                            | Communiste et apparenté |
| Amiens-Est             | Liliane Brunet        |        | PCF                            | Communiste et apparenté |
| Amiens-Sud-Est         | Jean-Claude Broutin   |        | UDF (UDF-FD jusqu'en 1998)     | Majorité départementale |
| Amiens-Sud             | Hubert Henno          |        | UDF (UDF-PRIL jusqu'en 1998)   | Majorité départementale |
| Amiens-Sud-Ouest       | Eliane Gillet-Miannay |        | PS                             | Socialiste et apparenté |
| Amiens-Sud-Ouest       | Marc Thuilot          |        | RPR                            | Majorité départementale |
| Amiens-Nord            | Francis Lecul         |        | PS                             | Socialiste et apparenté |
| Ault                   | Guy Champion          |        | PCF                            | Communiste et apparenté |
| Bernaville             | Thérèse Hart          |        | DLC (RPR jusqu'en 1998)        | Majorité départementale |
| Boves                  | Olivier Jardé         |        | UDF (UDF-FD jusqu'en 1998)     | Majorité départementale |
| Bray-sur-Somme         | Marcel Guyot          |        | RPR                            | Majorité départementale |
| Chaulnes               | Philippe Cheval       |        | DVD                            | Majorité départementale |
| Comble                 | Dominique Camus       |        | UDF (UDF-FD jusqu'en 1998)     | Majorité départementale |
| Conty                  | Guy Lacherez          |        | DVD (élu sous l'étiquette DVG) | Majorité départementale |
| Corbie                 | Alain Gest            |        | UDF (UDF-PRIL jusqu'en 1998)   | Majorité départementale |
| Crécy-en-Ponthieu      | Régis Lécuyer         |        | UDF (UDF-FD jusqu'en 1998)     | Majorité départementale |
| Domart-en-Ponthieu     | Gilbert Temmermann    |        | PS                             | Socialiste et apparenté |
| Doullens               | Christian Vlaeminck   |        | DVD                            | Majorité départementale |
| Friville-Escarbotin    | Guy Roussel           |        | PCF                            | Communiste et apparenté |
| Gamaches               | Jacques Pecquery      |        | PCF                            | Communiste et apparenté |
| Hallencourt            | Pierre Martin         |        | RPR                            | Majorité départementale |
| Ham                    | Jean Boitel           |        | PS                             | Socialiste et apparenté |
| Hornoy-le-Bourg        | Daniel Capon          |        | RPR                            | Majorité départementale |
| Molliens-Dreuil        | Jean Dhalluin         |        | RPR                            | Majorité départementale |
| Montdidier             | Catherine Le Tyrant   |        | PS                             | Socialiste et apparenté |
| Moreuil                | Pierre Boulanger      |        | DVD                            | Majorité départementale |
| Moyenneville           | Philippe Arcillon     |        | PS                             | Socialiste et apparenté |
| Nesle                  | Jacques Gronnier      |        | DVD                            | Majorité départementale |
| Nesle                  | Paul Pilot            |        | App. PCF                       | Communiste et apparenté |
| Nouvion                | Philippe Beauvisage   |        | UDF (UDF-FD jusqu'en 1998)     | Majorité départementale |
| Oisemont               | Jérôme Bignon         |        | RPR                            | Majorité départementale |
| Péronne                | Pierre Linéatte       |        | PS                             | Socialiste et apparenté |
| Picquigny              | René Lognon           |        | PCF                            | Communiste et apparenté |
| Poix-de-Picardie       | Pierre Daniel         |        | DVD                            | Majorité départementale |
| Roisel                 | Michel Boulogne       |        | PS                             | Socialiste et apparenté |
| Rosières-en-Santerre   | Jacques Trobas        |        | RPR                            | Majorité départementale |
| Roye                   | Jacques Fleury        |        | PS                             | Socialiste et apparenté |
| Rue                    | Pierre Bamière        |        | RPR                            | Majorité départementale |
| Saint-Valery-sur-Somme | Pierre Dingremont     |        | App. UDF                       | Majorité départementale |
| Villers-Bocage         | Christian Manable     |        | PS                             | Socialiste et apparenté |

Noms en gras : élus lors des élections cantonales de 1998

## Exécutif
| Titulaire | Titulaire           | Fonction           | Compétences              |
| --------- | ------------------- | ------------------ | ------------------------ |
|           | Fernand Demilly     | Président          |                          |
|           | Régis Lécuyer       | 1er Vice-président | Infrastructures          |
|           | Philippe Beauvisage | 2e Vice-président  | Développement économique |
|           | Pierre Dingremont   | 3e Vice-président  | Environnement            |
|           | Thérèse Hart        | 4e Vice-présidente | Urbanisme, logement      |